# The Collected Short Stories of Dahl
The Collected Short Stories of Dahl è una raccolta che contiene tutti i racconti di Dahl, editi nei volumi Over To You, Someone Like You, Kiss Kiss, Switch Bitch e Storie ancora più impreviste,  pubblicata nel 1991 dalla casa editrice Penguin Books.

## I Racconti
- Over To You: Ten Stories of Flyers and Flying (1946)
  - Morte di un uomo vecchissimo (Death of an Old Old Man)
  - Racconto Africano (An African Story)
  - Un Gioco da Ragazzi (A Piece of Cake)
  - Madame Rosette (Madame Rosette)
  - Katina (Katina)
  - Ieri era bello (Yesterday Was Beautiful)
  - Loro non invecchieranno (They Shall Not Grow Old)
  - Attenti al cane (Beware of the Dog)
  - Solo questo (Only This)
  - Uno come te (Someone Like You)
- Someone like You (1953)
  - Palato (Taste)
  - Cosciotto d'agnello (Lamb to the Slaughter)
  - La scommessa (Man from the South)
  - Il soldato (The Soldier)
  - Mia dolce, mia Colomba (My Lady Love, My Dove)
  - Un piccolo tuffo (Dip in the Pool)
  - Il Comandone (Galloping Foxley)
  - Pelle (Skin)
  - Veleno (Poison)
  - Il Desiderio (The Wish)
  - La scultura (Neck)
  - La macchina dei suoni (The Sound Machine)
  - Nunc Dimittis (Nunc Dimittis)
  - Lo Scrittore Automatico (The Great Automatic Grammatizator)
  - Il cane di Claud (Claud's Dog (The Ratcatcher, Rummins, Mr. Hoddy, Mr. Feasy))
- Kiss Kiss (1959)
  - L'affittacamere (The Landlady)
  - William e Mary (William and Mary)
  - L'ascesa al cielo (The Way Up to Heaven)
  - Il diletto del pastore (Parson's Pleasure)
  - Mrs. Bixby e la pelliccia del colonnello (Mrs. Bixby and the Colonel's Coat)
  - Pappa reale  (Royal Jelly)
  - Caro Padre (Georgy Porgy)
  - Genesi e Catastrofe: una storia vera (Genesis and Catastrophe: A True Story)
  - Liszt (Edward the Conqueror)
  - A proposito di maiali (Pig)
  - Il Campione del Mondo (The Champion of the World)
- Da Switch Bitch
  - Cagna (Bitch)
  - Lo scambio (The Great Switcheroo)
  - L'ultimo atto (The Last Act)

## Edizioni
- Michael Joseph Ltd., 1991, Gran Bretagna.
- Penguin Books, 1991, U. S. A.